# Старое Авкиманово
Старое Авкиманово — деревня в составе  Андреевского сельского поселения Темниковского района Республики Мордовия.

## География
Находится на левобережье Мокши на расстоянии примерно 11 километров на восток от районного центра города Темников.

## История
Упоминается с 1866 года, когда она была учтена как казенная деревня Темниковского уезда из 80 дворов, название по фамилии первопоселенца, известного с 1594 года.

## Население
Постоянное население составляло 76 человек (мордва-мокша 100%) в 2002 году, 27 в 2010 году .